# Brinsmade (Dakota del Norte)
Brinsmade es una ciudad ubicada en el condado de Benson en el estado estadounidense de Dakota del Norte. En el censo de 2010 tenía una población de 35 habitantes y una densidad poblacional de 59,27 personas por km².

## Geografía
Brinsmade se encuentra ubicada en las coordenadas 48°11′1″N 99°19′27″O / 48.18361, -99.32417. Según la Oficina del Censo de los Estados Unidos, Brinsmade tiene una superficie total de 0.59 km², de la cual 0.59 km² corresponden a tierra firme y (0%) 0 km² es agua.

## Demografía
Según el censo de 2010, había 35 personas residiendo en Brinsmade. La densidad de población era de 59,27 hab./km². De los 35 habitantes, Brinsmade estaba compuesto por el 100% blancos, el 0% eran afroamericanos, el 0% eran amerindios, el 0% eran asiáticos, el 0% eran isleños del Pacífico, el 0% eran de otras razas y el 0% pertenecían a dos o más razas. Del total de la población el 0% eran hispanos o latinos de cualquier raza.